# Ext3
ext3 är en vidareutveckling av filsystemet ext2 som främst används i Linux, men kan även skrivas till under Windows XP med speciella drivrutiner. ext3 är ett journalförande filsystem. ext3 är bakåtkompatibelt med ext2, det vill säga man kan montera en ext3-partition som ext2 men då tappas journalföringsförmågan.
ext3 har fått en hel del kritik för att det delar många problem med sin föregångare, bland annat dålig prestanda vid stora filer.